# Noi tireremo diritto
Noi tireremo diritto (также встречается написание Noi tireremo dritto) — итальянская патриотическая песня, написанная Е. А. Марио в 1935 году и в исполнении Ф. Кривелли изданная на 78-оборотной пластинке лейблом Columbia. Впоследствии исполнялась и другими итальянскими певцами. В 1997 году песня в оригинальной записи вошла в состав третьего альбома сборника Era Fascista, а в 2019 — в состав третьего альбома «Большой энциклопедии Двадцатилетия».
В 2014 году песня стала широко известна в России, был создан её литературный (эквиритмический) перевод на русский язык. Журналист Максим Соколов охарактеризовал её как бодрую и мелодичную, сообщив, что она является единственной известной ему песней о санкциях.

## Исторические предпосылки
В 1935 году Италия начала активное освоение Восточной Африки. Итальянские силы вступили в Эфиопию, которая, как и Италия, входила в Лигу наций. Хотя действия Италии официально представлялись как завоевание ею «места под солнцем» и возвращение былой славы Рима, государства-члены Лиги наций расценили их как военную агрессию и впервые в истории международной организации ввели против неё экономические санкции. Запрещался импорт любых товаров из Италии и поставка в неё товаров стратегического назначения.
Санкции были встречены итальянским обществом крайне негативно, произошёл всплеск патриотизма. 18 ноября было объявлено «днём позора сторонников санкций», а в стране началась переориентация экономики в сторону автаркии. Были приняты контрмеры — запрет на импорт некоторых товаров. По всей стране развернулась кампания поддержки отечественного производителя. Принимались и культурные меры: запрещены театральные постановки большинства иностранных авторов, поощрялся языковой пуризм. Интенсивно развивалась промышленность, был совершён ряд научно-технических прорывов, разведаны новые месторождения полезных ископаемых и освоены новые технологии производства. Кроме того, Италия продолжала в небольших объёмах торговать со странами, входившими в Лигу наций, из-за отсутствия единодушия в отношении категорий подсанкционных товаров, а государства, не входившие в эту международную организацию (в первую очередь Германия), к санкциям вообще не присоединились. Попытка Лиги наций ввести кредитную блокаду тоже провалилась.
Весной 1936 года Италия успешно покорила Эфиопию. Её бюджет за этот год впервые завершился без дефицита, а в следующем даже оказался профицитным. Санкции принесли пользу экономике Италии, бесполезная Лига наций не смогла остановить её развитие. В июле 1936 года санкции были сняты.

## Смысл песни

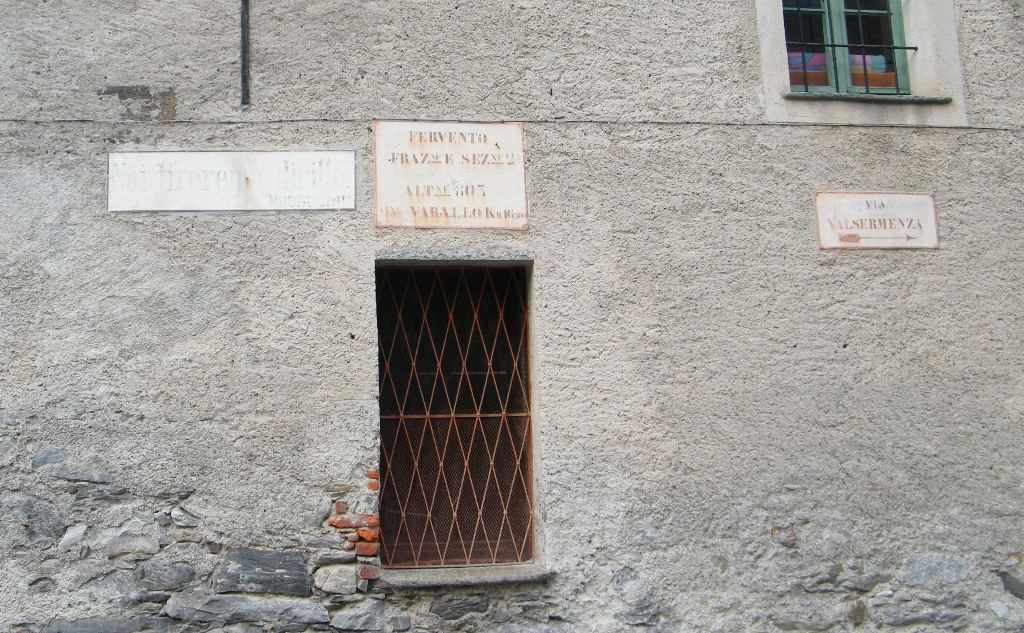
Агитплакат со словами Муссолини «Noi tireremo diritto» в Боччолето

Фраза «noi tireremo diritto» (с итал. — «мы пойдём прямо») была произнесена Бенито Муссолини с балкона Венецианского дворца в Риме во время выступления 8 сентября 1935 года, ещё до санкций, и означала стремление Италии к развитию несмотря на трудности. В дальнейшем она неоднократно упоминалась в том числе и в других патриотических песнях, стала одним из национальных лозунгов.
Песня описывает пренебрежение санкциями, которые неспособны сломить итальянскую дисциплину. Раз солдат идёт на войну без страха, то те, кто остаётся дома, тем более не должны бояться экономических трудностей, которые пугают лишь обжор. Нехватка импортного мяса — не проблема, ведь Италии доступны богатства трёх морей (Адриатическое, Ионическое и Тирренское), можно даже угостить Лигу наций рыбой. Запрет на ввоз косметики и предметов роскоши — тем более не проблема, поскольку итальянские девушки красивы от природы. Любовь к родине, готовность стать на её защиту — не преступление, и итальянский народ смотрит в будущее с улыбкой.